# Shallow Life
Shallow Life  este un album al formației Lacuna Coil, apărut în 2009. Aparține genurilor gothic metal, alternative rock, nu metal.